# Aeroporto William P. Hobby
L'Aeroporto William P. Hobby (IATA: HOU, ICAO: KHOU), o Aeroporto di Houston Hobby, è il primo aeroporto di Houston aperto nel giugno 1927. A seguito dell'apertura dell'Aeroporto Intercontinentale di Houston-George Bush avvenuta nel 1969, è diventato il secondo aeroporto a servizio della città di Houston. Situato a 14 m s.l.m., l'aeroporto dispone di un unico terminal passeggeri e di 3 piste: la prima in calcestruzzo con orientamento 04/22 lunga 2.317 metri, la seconda in calcestruzzo con orientamento 13L/31R lunga 1.569 metri e la terza in asfalto con orientamento 13R/31L lunga 2.317 metri. È servito sia da voli domestici che internazionali. Ospita inoltre un museo.